# Leonardus Antonius Lightenvelt

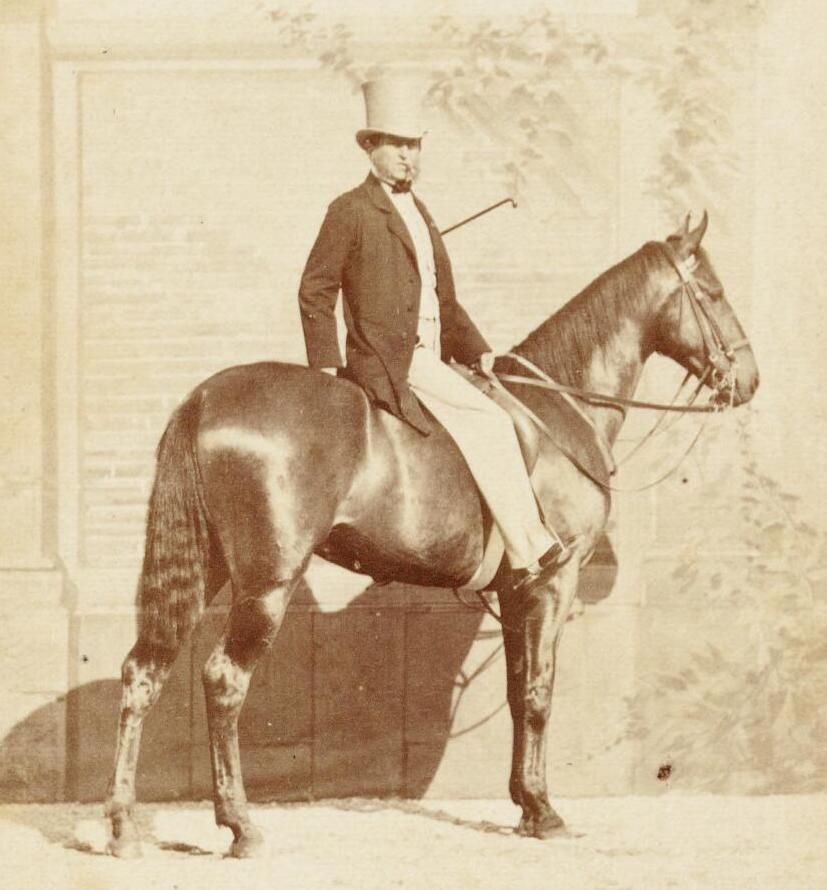
Leonardus Antonius Lightenvelt

Leonardus Antonius Lightenvelt (* 27. Oktober 1795 in ’s-Hertogenbosch; † 29. Oktober 1873 in Hyères, Frankreich) war ein Richter und Staatsmann aus Brabant. Er war mit Wilhelm II. (Niederlande) befreundet, der ihn für den Raad van State benannte. Als Regierungskommissar in Limburg sorgte er 1848 dafür, dass sich die Provinz nicht ablöste.
1867 wurde ihm der Ehrentitel eines Staatsministers verliehen.
Nach zwei Amtszeiten als Minister (für Auswärtige Angelegenheiten sowie Angelegenheiten der Katholiken Kirche) schloss er seine berufliche Laufbahn als Gesandter in Frankreich ab, wo er auch starb.
Privat ist wenig über ihn überliefert; er war als Katholik mit einer Protestantin verheiratet, was für die damalige Zeit zumindest erwähnenswert war. 